# Vilanova del Camí
Vilanova del Camí, dit popularment Vilanoveta, és un municipi de Catalunya situat a la Conca d'Òdena, a la comarca de l'Anoia, a la dreta del riu Anoia, formant pràcticament un continu urbà amb Igualada, a l'aiguabarreig de la Riera d'Òdena amb l'Anoia. La major part de la població es troba al nucli del municipi, però existeixen dos nuclis separats a Can Titó i els Moletons. Forma part de la Mancomunitat Intermunicipal de la Conca d'Òdena.

## Geografia
- Llista de topònims de Vilanova del Camí (Orografia: muntanyes, serres, collades, indrets…; hidrografia: rius, fonts...; edificis: cases, masies, esglésies, etc.).

## Demografia
La proximitat amb Igualada ha afavorit un espectacular augment demogràfic (de 626 habitants el 1950 a 5.367 el 1970 i 12.039 al 2006). S'han format extensos barris obrers com els de Sant Hilari, la Pau i Santa Llúcia.
| 1497 f | 1515 f | 1553 f | 1717 | 1787 | 1857 | 1877 | 1887 | 1900 | 1910 |
| ------ | ------ | ------ | ---- | ---- | ---- | ---- | ---- | ---- | ---- |
| 4      | 10     | 13     | 64   | 520  | 792  | 748  | 743  | 446  | 585  |

| 1920 | 1930 | 1940 | 1950 | 1960  | 1970  | 1981  | 1990  | 1992  | 1994  |
| ---- | ---- | ---- | ---- | ----- | ----- | ----- | ----- | ----- | ----- |
| 784  | 741  | 644  | 626  | 1.696 | 5.367 | 8.341 | 9.137 | 9.412 | 9.412 |

| 1996   | 1998   | 2000   | 2002   | 2004   | 2006   | 2008   | 2010   | 2012   | 2014   |
| ------ | ------ | ------ | ------ | ------ | ------ | ------ | ------ | ------ | ------ |
| 10.060 | 10.056 | 10.203 | 10.446 | 11.121 | 12.039 | 12.428 | 12.644 | 12.585 | 12.506 |

| 2016   | 2018   | 2020   | 2022   | 2024   | 2026 | 2028 | 2030 | 2032 | 2034 |
| ------ | ------ | ------ | ------ | ------ | ---- | ---- | ---- | ---- | ---- |
| 12.409 | 12.361 | 12.596 | 12.699 | 12.844 | -    | -    | -    | -    | -    |

## Història
Vilanova del Camí neix al costat de l'antic camí ral que unia Barcelona amb Lleida i que anys més tard va unir Catalunya amb l'Aragó. El nucli es va formar proper a Igualada. La història de Vilanova és recent, ja que la unificació dels dos nuclis de població que originaren l'actual Vilanova no es va produir fins al 1830. Els dos nuclis eren: el de la Quadra de Vilanova, que jurisdiccionalment pertanyia a Santa Margarida de Montbui, i el de Vilanova del Camí que era dels Claramunt. Les primeres cases es construïren al costat d'un casal fortificat que actuava de torre d'avançada del castell de Claramunt. El 1206 trobem per primera vegada citat aquest castell, però no és fins al 1324 (segle xiv) que apareix el nom de Vilanova del Camí en un document. En aquest mateix segle tenim notícies d'una comunitat jueva i es comença a fer referència a l'església de sant Hilari.
A partir del segle xviii la població de Vilanova comença a créixer. L'economia que fins aleshores estava basada en l'agricultura es diversifica amb la construcció de molins. L'any 1727 el duc de Medinaceli atorga a Vilanova la segregació de la Pobla de Claramunt i el 1779 l'església de Sant Hilari passa a ser parròquia independent de la Pobla.
La crisi industrial igualadina influeix en una important davallada demogràfica que situa la població de Vilanova en 450 habitants a principi del segle xix. Aquesta evolució demogràfica demostra, altra vegada, la dependència del municipi de les indústries igualadines. A final de segle la tendència comença a trencar-se amb l'arribada del tren, que comportarà la instal·lació de guixeres i bòbiles a prop del ferrocarril. L'evolució del segle xx continua anant a remolc d'Igualada. La indústria del gènere de punt atrau una forta immigració als anys seixanta i setanta que troba a Vilanova sòl econòmic per als seus habitatges. La població vilanovina va augmentar de forma espectacular i van créixer nous barris, sovint mancats de les mínimes infraestructures.

## Política

### Composició de la corporació municipal
| Eleccions municipals de 26 de maig - Vilanova del Camí                                                                                   |                                                               |                                     |                                     |       |          |             |
| Candidatura | Candidatura                                                   | Candidatura                         | Cap de llista                       | Vots  | Vots     | Regidors/es |
| | Partit dels Socialistes de Catalunya - Candidatura de Progrés |                                     | Noemí Trucharte i Cervera           | 2338  | 38,87%   | 8 (+5)      |
| | Vilanova365                                                   |                                     | Vanessa González i Márquez          | 1214  | 20,18%   | 4 (-1)      |
| | Fem Vilanova - ERC - Acord Municipal                          |                                     | Marc Bernádez i Domingo             | 887   | 14,75%   | 3 (+1)      |
| | Vilanova Alternativa!                                         |                                     | Francisco Palacios i García         | 520   | 8,65%    | 1 (-2)      |
| | Junts per Vilanova del Camí                                   |                                     | Jordi Barón i Escriche              | 303   | 5,04%    | 1 ()        |
| | Altres candidatures                                           |                                     |                                     | 705   | 11,73%   | 0 ( -4)     |
| | Vots en blanc                                                 |                                     |                                     | 48    | 0,80%    |             |
| Total vots vàlids i regidors | Total vots vàlids i regidors                                  | Total vots vàlids i regidors        | Total vots vàlids i regidors        | 6015  | 100 %    | 17          |
| | Vots nuls                                                     | Vots nuls                           | Vots nuls                           | 23    | 0,38%    |             |
| Participació (vots vàlids més nuls) | Participació (vots vàlids més nuls)                           | Participació (vots vàlids més nuls) | Participació (vots vàlids més nuls) | 4769  | 64,16%** |             |
| Abstenció | Abstenció                                                     | Abstenció                           | Abstenció                           | 3373* | 35,84%** |             |
| Total cens electoral | Total cens electoral                                          | Total cens electoral                | Total cens electoral                | 9411* | 100 %**  |             |
| Alcalde: Noemí Trucharte i Cervera Per ser la llista més votada, després de no haver obtingut majoria absoluta dels regidors (8 del PSC) |                                                               |                                     |                                     |       |          |             |
| Fonts: NacióDigital (* No són vots sinó electors. ** Percentatge respecte del cens electoral.)                                           |                                                               |                                     |                                     |       |          |             |

1. ↑  També hi participaren Independents per Vilanova - Veïns amb Veu (188 vots, 3,13%), Podem (158 vots, 2,63%), Ciutadans-Partit de la Ciutadania (145 vots, 2,41%), el Partit Popular Català (109 vots, 1,81%) i DECIDE (105 vots, 1,75%).
2. ↑  Independents per Vilanova - Veïns amb Veu va perdre 3 regidors i DECIDE en va perdre 1 que obtingueren en 2015.

### Alcaldes en el període democràtic
| Període     | Alcalde o alcaldessa                                | Partit polític | Data de possessió     | Observacions                              |
| ----------- | --------------------------------------------------- | -------------- | --------------------- | ----------------------------------------- |
| 1979–1983   | Joan Vich i Adzet                                   |                | 19/04/1979            | --                                        |
| 1983–1987   | Joan Vich i Adzet                                   |                | 28/05/1983            | --                                        |
| 1987–1991   | Joan Vich i Adzet                                   |                | 30/06/1987            | --                                        |
| 1991–1995   | Joan Vich i Adzet                                   |                | 15/06/1991            | --                                        |
| 1995–1999   | Joan Vich i Adzet                                   |                | 17/06/1995            | --                                        |
| 1999–2003   | Joan Vich i Adzet                                   |                | 03/07/1999            | --                                        |
| 2003–2007   | Joan Vich i Adzet                                   |                | 14/06/2003            | --                                        |
| 2007–2011   | Joan Vich i Adzet                                   |                | 16/06/2007            | --                                        |
| 2011–2015   | Joan Vich i Adzet Vanesa González i Márquez         |                | 11/06/2011 23/04/2014 | Dimissió/renúncia --                      |
| 2015–2019   | Vanesa González i Márquez Noemí Trucharte i Cervera |                | 13/06/2015 31/01/2017 | -- Moció de censura PSC+IPV-VV+VA!+DECIDE |
| 2019-2023   | Noemí Trucharte i Cervera                           |                | 15/06/2019            | --                                        |
| Des de 2023 | n/d                                                 | n/d            | 17/06/2023            | --                                        |

## Llocs d'interès

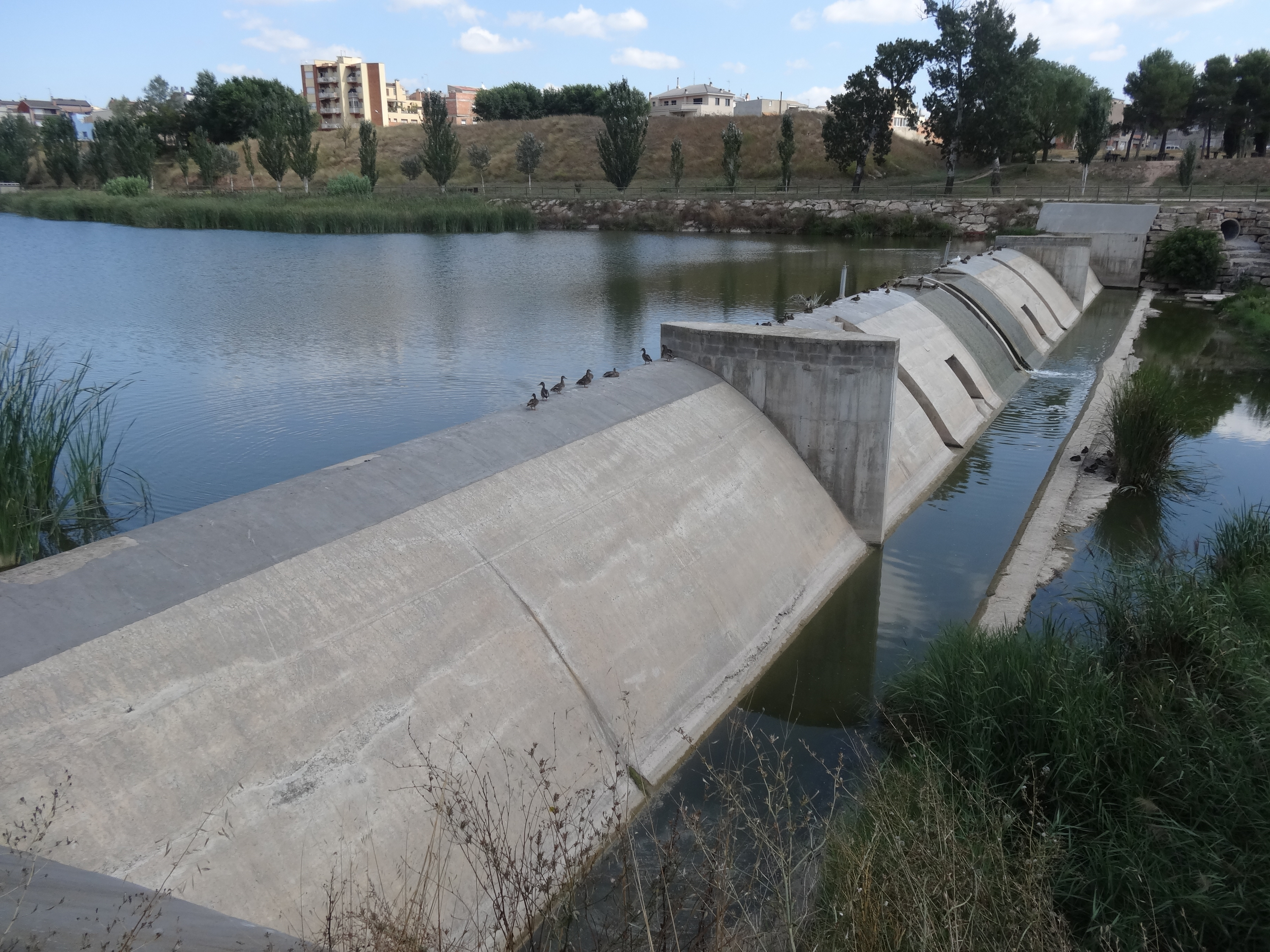
Presa del Parc Fluvial de Vilanova del Camí

- Museu de l'Aigua, Col·lecció Gavarró.[6]
- Parc Fluvial de Vilanova del Camí[7]

## Festes i fires
Vilanova destaca per l'organització de múltiples activitats lúdiques i firals, algunes de les quals es basen en la tradició i la història del municipi i, fins i tot, de Catalunya. Totes aquestes celebracions contribueixen a mantenir viva la memòria de la població i al mateix temps reforcen els llaços d'unió entre els habitants i el sentiment de pertinença al poble. Les activitats més destacades són les següents:
- Fira de Sant Hilari (Fira del Camí Ral) (13 de gener)
- Pujada als dipòsits (St. Hilari – gener)
- Carnestoltes (febrer/març)
- Cursa Popular de Vilanova (març)
- Diada de Sant Jordi (23 d'abril)
- Festes del barri de Sant Nicolau (maig)
- Marató de sang – ADSA (maig)
- Setmana de la Gent Gran (maig)
- Memorial José Sánchez de Futbol a 7 (juny)
- Viu la Tapa! Festa de la Diversitat (juny)
- Revetlla de Sant Joan (23 de juny)
- Festes del Camp del Rei – associació camp del Rei (juliol)
- Festa Major (primera setmana de setembre)
- Concurs de pintura ràpida - Agrupació Cultural Recreativa (setembre)
- Concentració tuning – VW Moviment (setembre)
- Cursa ciclista Mossèn Borràs – Penya Ciclista de Vilanova (setembre)
- Inici del Campionat de Futbol Sala (octubre)
- Fira del Comerç i la Indústria en col·laboració amb l'ACI (octubre)
- Fira de Nadal - ACI (desembre)
- Homenatge de les Noces d'Or (desembre)
- Saló de la Infància (darrera setmana de desembre)
- Torneig esportiu Patrip Patrap (desembre)
- Cursa Sant Silvestre (desembre). Fira de Sant Hilari (Fira del Camí Ral) (13 de gener)
- Pujada als dipòsits (St. Hilari – gener)
- Carnestoltes (febrer/març)
- Cursa Popular de Vilanova (març)
- Diada de Sant Jordi (23 d'abril)
- Festes del barri de Sant Nicolau (maig)
- Marató de sang – ADSA (maig)
- Setmana de la Gent Gran (maig)
- Memorial José Sánchez de Futbol a 7 (juny)
- Viu la Tapa! Festa de la Diversitat (juny)
- Revetlla de Sant Joan (23 de juny)
- Festes del Camp del Rei – associació camp del Rei (juliol)
- Festa Major (primera setmana de setembre)
- Concurs de pintura ràpida - Agrupació Cultural Recreativa (setembre)
- Concentració tuning – VW Moviment (setembre)
- Cursa ciclista Mossèn Borràs – Penya Ciclista de Vilanova (setembre)
- Inici del Campionat de Futbol Sala (octubre)
- Fira del Comerç i la Indústria en col·laboració amb l'ACI (octubre)
- Fira de Nadal - ACI (desembre)
- Homenatge de les Noces d'Or (desembre)
- Saló de la Infància (darrera setmana de desembre)
- Torneig esportiu Patrip Patrap (desembre)
- Cursa Sant Silvestre (desembre)

## Mitjans de comunicació
- Ràdio Nova: és la ràdio municipal
- Butlletí mensual Vilanova Informació
- Televisió Vilanova (emissió en línia)